# Peugeot
Peugeot este un constructor francez de automobile, parte a grupului Stellantis.
Peugeot produce în principal autovehicule pentru persoane fizice și vehicule utilitare. În 2016, marca a vândut 1.919.460 de vehicule.
Peugeot a primit numeroase premii internaționale pentru vehiculele sale, inclusiv șase premii ”European Car of The Year” (Mașina Anului în Europa).
Peugeot a fost implicat cu succes în sporturile cu motor de mai bine de un secol, inclusiv victorii la Indianapolis 500 în 1913, 1916 și 1919. Peugeot Sport a câștigat de 5 ori Campionatul Mondial de Raliuri (WRC) (1985, 1986, 2000, 2001, 2002), Raliul Dakar de 7 ori (1987, 1988, 1989, 1990, 2016, 2017, 2018), Cursa de 24 de ore de la Le Mans de 3 ori (1992, 1993, 2009), Campionatul Mondial de Anduranță de două ori (1992, 1993), Intercontinental Rally Challenge de 3 ori, Cupa Intercontinentală Le Mans de două ori (2010, 2011) și Pikes Peak International Hill Climb de 3 ori (1988, 1989, 2013).

## Modele

### Modele curente
| 208 (a 2-a generație)  |  | din 2019 |
| 301                    |  | din 2012 |
| 308 (a 3-a generație)  |  | din 2021 |
| 408                    |  | din 2022 |
| 508 (a 2-a generație)  |  | din 2018 |
| 2008 (a 2-a generație) |  | din 2019 |
| 3008 (a 2-a generație) |  | din 2016 |
| 5008 (a 2-a generație) |  | din 2017 |
| Partner                |  | din 1996 |
| Expert                 |  | din 1995 |
| Boxer                  |  | din 1993 |

### Modele istorice
- 1810 - 1918
- 1919 - 1945
  - 1942 - Peugeot VLV - În timpul războiului, combustibilii erau raționalizați și de aceea producătorul francez a dezvoltat un model decapotabil, cu 3 uși de clasă mini (Voiture Legere de Ville) care atingea o viteză maximă de 35 km/h. Modelul era alimentat de 4 baterii de 12 volți și a fost produs în 377 de exemplare.
- 1946 - 1980
  - 1947 - 1949 - Peugeot 202 - avea un motor în 4 cilindri în linie cu o capacitate cilindrică de 1,133 cc și care putea atinge o viteza de 100 km/h. Avea o caroserie de tip brek cu 4 uși, realizată din lemn (exemplu ușile) și oțel, aceasta îi conferea o silueta elegantă și practică. Farurile acestui model erau în spatele grilei radiatorului
- 1981 - 1990
- 1991 - în prezent